# Europacup II 1990/91
De 31ste editie van de Beker der Bekerwinnaars werd door het Engelse Manchester United gewonnen in de finale tegen het Spaanse FC Barcelona.

## Voorronde
| Team #1        | Tot.  | Team #2     | 1ste wed | 2de wed |
| -------------- | ----- | ----------- | -------- | ------- |
| Bray Wanderers | 1 - 3 | Trabzonspor | 1 - 1    | 0 - 2   |

## Eerste Ronde
| Team #1                  | Tot.        | Team #2          | 1ste wed         | 2de wed     |
| ------------------------ | ----------- | ---------------- | ---------------- | ----------- |
| Nea Salamis Famagusta FC | 0 - 5       | Aberdeen FC      | 0 - 2            | 0 - 3       |
| Legia Warschau           | 6 - 0       | Swift Hesperange | 3 - 0            | 3 - 0       |
| Olympiakos Piraeus       | 5 - 1       | KS Flamurtari    | 3 - 1            | 2 - 0       |
| 1. FC Kaiserslautern     | 1 - 2       | Sampdoria        | 1 - 0            | 0 - 2       |
| Manchester United        | 3 - 0       | Pécsi Munkás SC  | 2 - 0            | 1 - 0       |
| Wrexham AFC              | 1 - 0       | Lyngby BK        | 0 - 0            | 1 - 0       |
| Montpellier HSC          | 1 - 0       | PSV Eindhoven    | 1 - 0            | 0 - 0       |
| Glentoran FC             | 1 - 6       | Steaua Boekarest | 1 - 1            | 0 - 5       |
| KuPS Kuopio              | 2 - 6       | Dynamo Kiev      | 2 - 2            | 0 - 4       |
| Sliema Wanderers         | 1 - 4       | ASVS Dukla Praag | 1 - 2            | 0 - 2       |
| Fram Reykjavík           | 4 - 1       | Djurgårdens IF   | 3 - 0            | 1 - 1       |
| Trabzonspor              | 3 - 7       | FC Barcelona     | 1 - 0            | 2 - 7       |
| Viking FK                | 0 - 5       | FC Luik          | 0 - 2            | 0 - 3       |
| Estrela da Amadora       | 2(n.p.) - 2 | Neuchâtel Xamax  | 1 - 1 (4-3 n.p.) | 1 - 1(n.v.) |
| Polizei SV Schwerin      | 0 - 2       | FK Austria Wien  | 0 - 2            | 0 - 0       |
| FC Sliven                | 1 - 8       | Juventus         | 0 - 2            | 1 - 6       |

## Tweede Ronde
| Team #1            | Tot.  | Team #2            | 1ste wed | 2de wed |
| ------------------ | ----- | ------------------ | -------- | ------- |
| Aberdeen FC        | 0 - 1 | Legia Warschau     | 0 - 0    | 0 - 1   |
| Olympiakos Piraeus | 1 - 4 | Sampdoria          | 0 - 1    | 1 - 3   |
| Manchester United  | 5 - 0 | Wrexham AFC        | 3 - 0    | 2 - 0   |
| Montpellier HSC    | 8 - 0 | Steaua Boekarest   | 5 - 0    | 3 - 0   |
| Dynamo Kiev        | 3 - 2 | ASVS Dukla Praag   | 1 - 0    | 2 - 2   |
| Fram Reykjavík     | 1 - 5 | FC Barcelona       | 1 - 2    | 0 - 3   |
| FC Luik            | 2 - 1 | Estrela da Amadora | 2 - 0    | 0 - 1   |
| FK Austria Wien    | 0 - 8 | Juventus           | 0 - 4    | 0 - 4   |

## Kwartfinale
| Team #1           | Tot.  | Team #2         | 1ste wed | 2de wed |
| ----------------- | ----- | --------------- | -------- | ------- |
| Legia Warschau    | 3 - 2 | Sampdoria       | 1 - 0    | 2 - 2   |
| Manchester United | 3 - 1 | Montpellier HSC | 1 - 1    | 2 - 0   |
| Dynamo Kiev       | 3 - 4 | FC Barcelona    | 2 - 3    | 1 - 1   |
| FC Luik           | 1 - 6 | Juventus        | 1 - 3    | 0 - 3   |

## Halve Finale
| Team #1        | Tot.  | Team #2           | 1ste wed | 2de wed |
| -------------- | ----- | ----------------- | -------- | ------- |
| Legia Warschau | 2 - 4 | Manchester United | 1 - 3    | 1 - 1   |
| FC Barcelona   | 3 - 2 | Juventus          | 3 - 1    | 0 - 1   |

## Finale
| Team #1           | Uitsl. | Team #2      |
| ----------------- | ------ | ------------ |
| Manchester United | 2 - 1  | FC Barcelona |